# 101 California Street
101 California Street, voorheen bekend als het Itel Building, is een wolkenkrabber in de Amerikaanse stad San Francisco. De bouw van de kantoortoren aan 101 California Street begon in 1979 en werd in 1982 voltooid.

## Ontwerp
101 California Street is 183 meter hoog en telt 48 verdiepingen. De verdiepingen hebben een grootte van 2.044 vierkante meter in de top tot 3.252 vierkante meter in de lagere delen van het gebouw. Het gebouw heeft een totale oppervlakte van 116.128 vierkante meter en bevat 210 parkeerplaatsen.
Van de 32 liften die het gebouw bevat, bevinden zich er 22 in de toren. Twee liften zijn te vinden op de 45ste tot en met de 48ste verdieping, vier liften zijn in het driehoekige bijgebouw geplaatst, twee liften bevinden zich in de parkeergarage en twee liften zijn voor goederen. Daarnaast zijn er acht trappen in het gebouw.